# Facility Management (Zeitschrift)
Facility Management ist eine Fachzeitschrift, die sich mit ihren redaktionellen Schwerpunkten zur integralen Planung, technischem, kaufmännischem und infrastrukturellem Gebäudemanagement an betriebswirtschaftlich Verantwortliche für Immobilien und Liegenschaften richtet. Facility Management erscheint im Bauverlag BV GmbH, Gütersloh, ein Unternehmen der DOCUgroup.

## Inhalt
Inhaltliche Themen sind kaufmännisches, infrastrukturelles und technisches Gebäudemanagement, aktuelle Brancheninformationen, Produktneuheiten, allgemeine Objektanalysen, Instandhaltung, Immobilienmanagement, Office Management, Sicherheit, Energiemanagement, Recht, Literatur und aktuelle Termine zu Messen und Weiterbildung.
Eine besondere Stellung nimmt die Objektanalyse ein. Pro Ausgabe wird ein bereits realisiertes Gebäude mit besonderen Eigenschaften im Bereich Facility Management und/oder Gebäudemanagement beispielhaft vorgestellt.

## Leserkreis
Die Leserschaft stammt aus den Bereichen, in denen Gebäudemanagement in Planung und Verwaltung eine wichtige Rolle spielt; Industrie, Banken, Versicherungen, Hotels, Wohnungs- und Industriebauunternehmen, Immobiliengesellschaften, Immobilienbetreiber, Immobilienverwaltungen, Kliniken, Hochschulen und Universitäten, öffentliche Verwaltungen, Architektur- und Bauingenieurbüros, Planungsbüros der technischen Gebäudeausrüstung, Beratungsunternehmen sowie Dienstleistungsunternehmen.